# Konsistorium Altenburg
Das Konsistorium Altenburg wurde nach der Auflösung des seit 1554 für das Herzogtum Sachsen-Weimar zuständigen  Konsistoriums (zuerst in Weimar, seit 1569 in Jena) im Jahre 1612 für das Herzogtum Sachsen-Altenburg eingerichtet.
Seine Aufgaben im Rahmen der Ausübung des landesherrlichen Kirchenregiments nach der Reformation über die evangelisch-lutherische Kirche bestanden in der Leitung des Kirchen- und Schulwesens und in der Ausübung der Ehegerichtsbarkeit. Im Einzelnen fielen darunter: 
- die Aufsicht über den öffentlichen Gottesdienst,
- die Aufsicht über die Verwaltung der Kirchengüter, Hospitäler und Armenhäuser,
- die Aufsicht über die geistlichen Personen einschließlich deren Lebenswandels und sittlichen Betragens,
- die Prüfung und Einsetzung von Kirchen- und Schuldienern,
- die Ausübung der Zensur in Religionsangelegenheiten,
- die Gerichtsbarkeit über alle geistlichen Personen, deren Verwandte und Bedienstete, Kirchen, Friedhöfe und andere kirchliche Einrichtungen,
- die Gerichtsbarkeit in Eheklagesachen (Eheversprechungen, Scheidungen).

Auch während der Zugehörigkeit zum Herzogtum Sachsen-Gotha-Altenburg 1672–1826 blieb es, wie die anderen Landesbehörden des Altenburger Landesteils, bestehen. 1831 trat es die Gerichtsbarkeit an das Landesjustizkollegium ab. 1869 wurde es aufgelöst, und seine Aufgaben übernahm die Abteilung für Kultusangelegenheiten im Ministerium zu Altenburg.
Leiter des Konsistoriums war immer ein Jurist. Die Altenburger Generalsuperintendenten 
waren als Räte Mitglieder des Konsistoriums, dazu weitere Juristen und Theologen.